# Uničov
Uničov (prononciation tchèque: [uɲɪtʃof]) (en allemand : Mährisch-Neustadt) est une ville du district et de la région d'Olomouc, en République tchèque. Sa population s'élevait à 11 237 habitants en 2025.

## Géographie
Uničov se trouve à 14 km à l'ouest-nord-ouest de Šternberk, à 22 km au nord-nord-ouest d'Olomouc, à 75 km au nord-est de Brno et à 196 km à l'est-sud-est de Prague.
La commune est limitée par Troubelice, Šumvald et Dlouhá Loučka au nord, par Újezd, Želechovice et Pňovice à l'est, par Litovel au sud, par Červenka au sud-ouest, et par Medlov au nord-ouest.

## Histoire
La première mention écrite de la localité date de 1213.

## Population
Recensements ou estimations de la population de la commune dans ses limites actuelles :
| 1869* | 1880* | 1890* | 1900* | 1910* | 1921* |
| ----- | ----- | ----- | ----- | ----- | ----- |
| 7 333 | 7 678 | 7 662 | 7 752 | 7 783 | 7 262 |

| 1930* | 1950* | 1961* | 1970*  | 1980*  | 1991*  |
| ----- | ----- | ----- | ------ | ------ | ------ |
| 7 513 | 5 764 | 9 072 | 11 321 | 12 270 | 12 831 |

| 2001*  | 2011*  | 2016   | 2017   | 2018   | 2019   |
| ------ | ------ | ------ | ------ | ------ | ------ |
| 12 466 | 11 659 | 11 579 | 11 479 | 11 396 | 11 396 |

| 2020   | 2021*  | 2022   | 2023   | 2024   | 2025   |
| ------ | ------ | ------ | ------ | ------ | ------ |
| 11 335 | 10 964 | 11 066 | 11 122 | 11 151 | 11 237 |

## Administration
La commune se compose de neuf sections :
- Benkov
- Brníčko
- Dětřichov
- Dolní Sukolom
- Horní Sukolom
- Nová Dědina
- Renoty
- Střelice
- Uničov

## Galerie

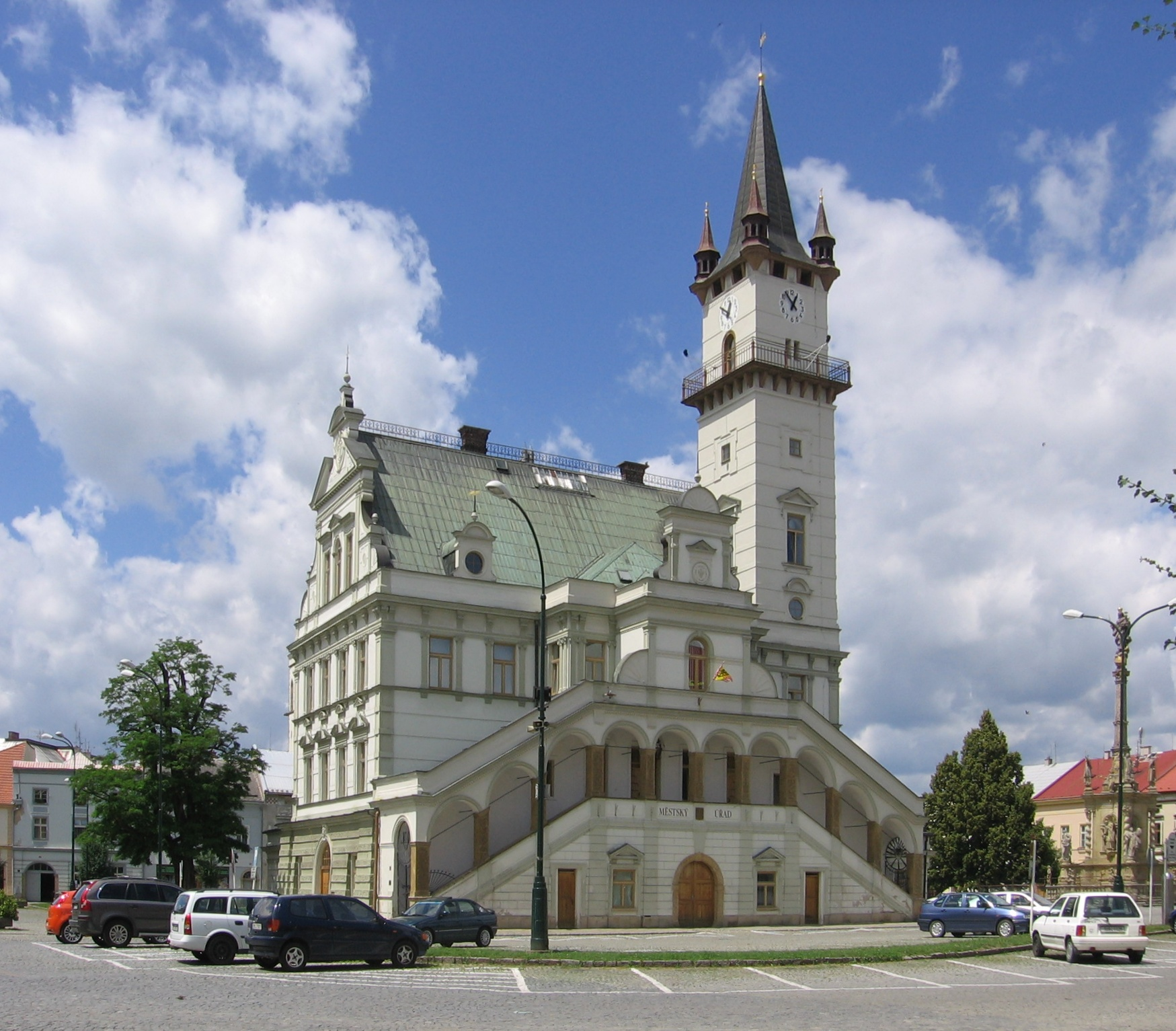
Uničov : hôtel de ville.
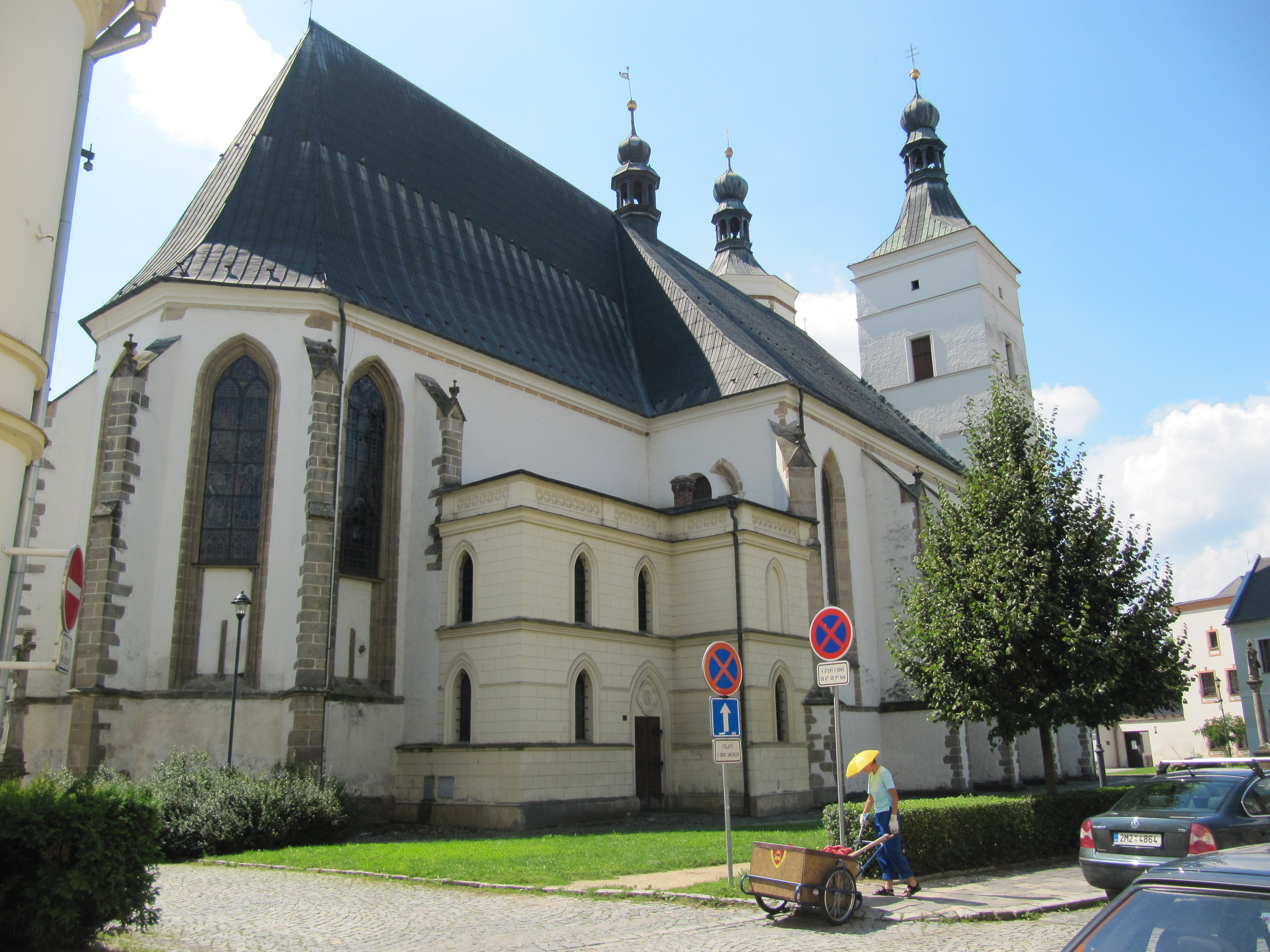
Église de l'Assomption de la Vierge Marie.

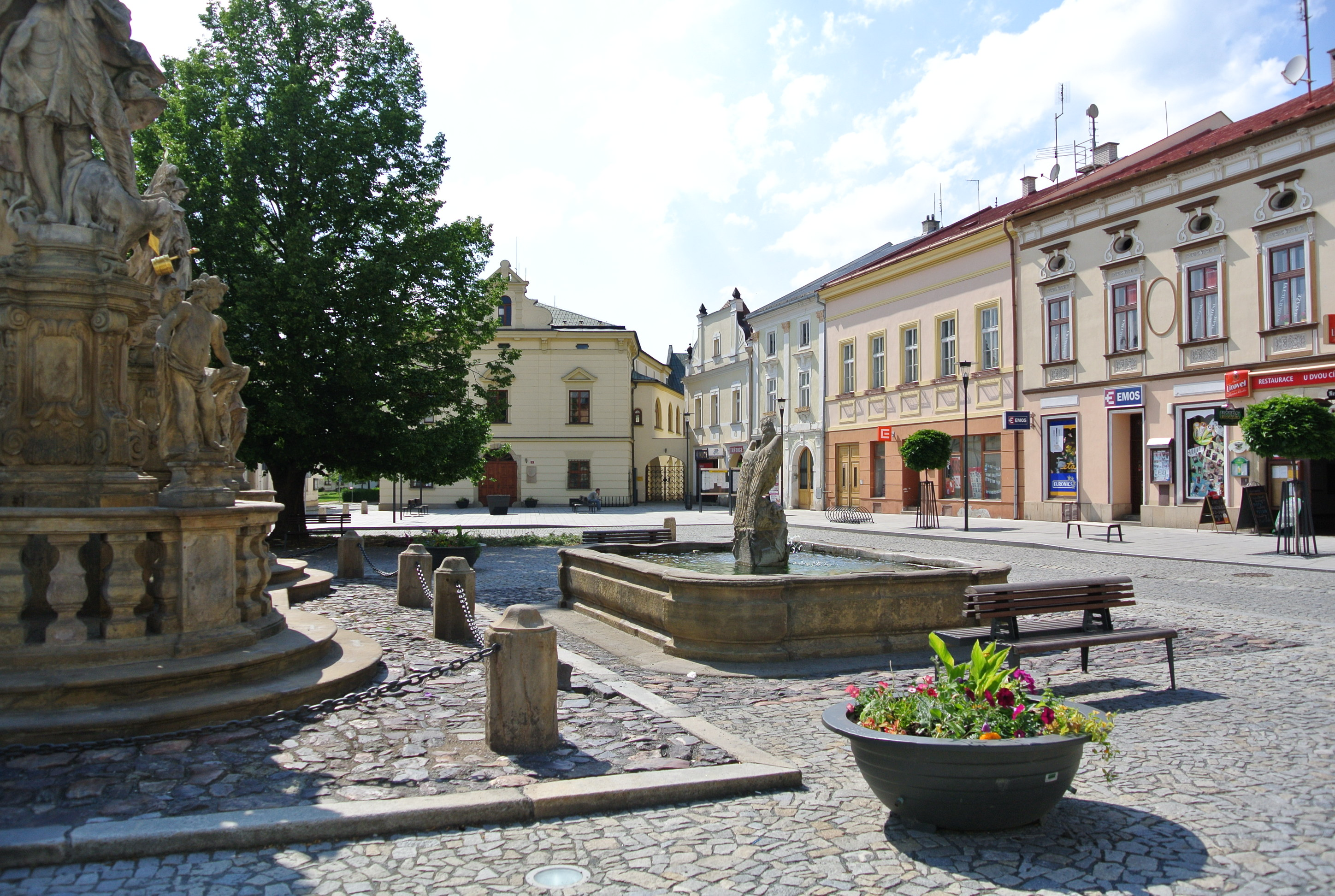
Place Masaryk.

## Économie
L'économie locale est dominée par l'entreprise Unex a.s. Entreprise d'État fondée en 1950, Unicovsky strojirny fut privatisée en 1993 et prit le nom d'Unex. Elle exporte 80 % de sa production : équipement minier, constructions mécaniques lourdes, pièces moulées et forgées, structures en acier.

## Transports
Par la route, Uničov se trouve à 16 km de Šternberk, à 25 km d'Olomouc et à 227 km de Prague.

## Jumelages
La ville d'Uničov est jumelée avec :
- Jelšava (Slovaquie)
- Roccagorga (Italie)
- Lędziny (Pologne)
- Powiat de Bieruń-Lędziny (Pologne)
- Doubno (Ukraine)